# Gildebreuk van de schutters
Gildebreuk van de schutters of Mechelse Gildebreuk is een gildebreuk daterende uit de late 17de eeuw ook wel gekend als de gouden eeuw van de gilden. In 1994 werd het exemplaar aangekocht door de Koning Boudewijnstichting en werd het toevertrouwd aan de Koninklijke Musea voor Kunst en Geschiedenis en tentoongesteld in de Brusselse Hallepoort.